# Ricardo Mayorga
Ricardo Mayorga, właśc. Ricardo Antonio Mayorga Perez (ur. 3 października 1973 w Managua) – nikaraguański bokser, były mistrz świata wagi półśredniej federacji WBC i WBA oraz wagi lekkośredniej federacji WBC. Pokonał 4 zawodników o tytuł mistrza świata.
Podczas trwającej osiemnaście lat kariery walczył między innymi z Oscarem de la Hoyą, Felixem Trinidadem, Shane'em Mosleyem czy Fernando Vargasem, ale największą sławę przyniosły mu dwa zwycięstwa nad Vernonem Forrestem, dzięki którym zdobył pas mistrzowski WBC.
W swojej ostatniej walce 12 marca 2011 przegrał przez TKO w dwunastej rundzie z Miguelem Cotto. Po tym pojedynku Ricardo ogłosił zakończenie kariery.
Mayorga był znany z ekscentrycznych zachowań oraz prowokacji w czasie konferencji prasowych, jak i w trakcie samych pojedynków. Kilka dni po zakończeniu kariery (po walce z Cotto) zmienił zdanie i zapowiedział powrót